# Aeroporto de Figari-Sud Corse
Aeroporto de Figari-Sud Corse (IATA: FSC; ICAO: LFKF; em francês: Aéroport de Figari-Sud Corse) é o terceiro maior aeroporto da Córsega. Está localizado a 3 km a nordeste de Figari, uma comuna no departamento da Córsega do Sul e a 25 km da cidade de Porto-Vecchio.